# 八代臨海工業地域
八代臨海工業地域（やつしろりんかいこうぎょうちいき）とは、熊本県八代市の不知火海沿岸地区にある、工業地域である。日本三大急流のひとつ、球磨川の水を利用した製紙業がさかんである。太平洋ベルトの末端にあたる。

## 概要
国の重要港湾である八代港を中心に熊本県下随一の工業地域が広がる。石油化学コンビナートや、清流球磨川の水を利用した製紙業がさかんである。

## 主な事業所
- 日本製紙八代工場
- メルシャン八代工場
- YKK AP九州事業所
- 興人八代工場
- ヤマハ熊本プロダクツ
- 神田工業八代工場
- 櫻井精技
- つちや
- サンテック八代工場
- 熊本くみあい飼料
- 西田精麦
- パシフィックグレーンセンター八代支店
- 八代飼料
- 九州昭和産業八代工場